# Jenny-Schloss

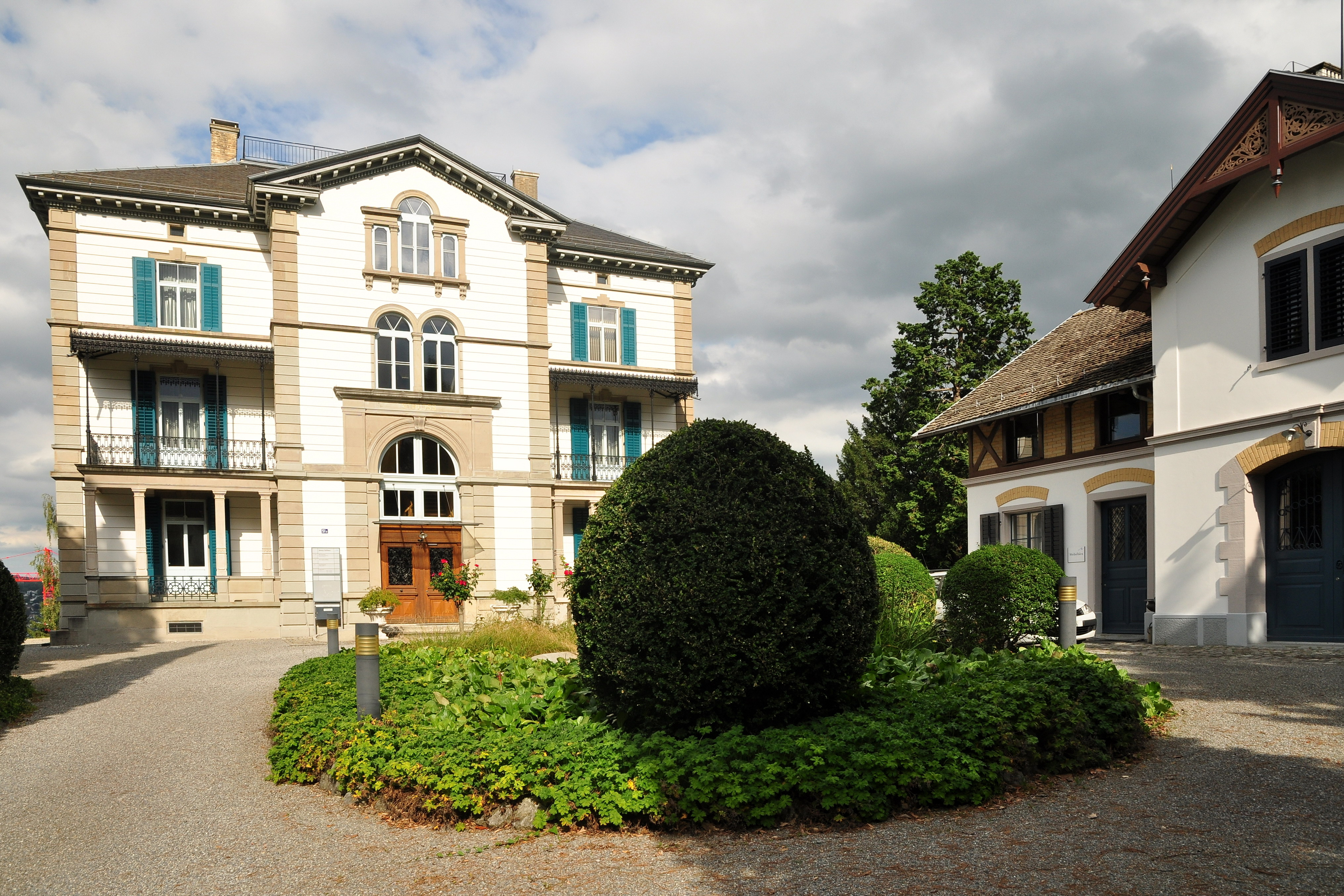
Jenny-Schloss Thalwil

Das Jenny-Schloss in Thalwil ist ein spätklassizistischer Bau und bildet zusammen mit dem Ökonomiegebäude ein Ensemble, welches für Villenanlagen des 19. Jahrhunderts typisch war.

## Geschichte
Errichtet wurde das Jenny-Schloss in den Jahren 1877 bis 1878 durch den Industriellen und Seidenfabrikanten Fritz Schwarzenbach-Suter. Entworfen wurde es von Jakob Staub (1837–1892) und Johann Rudolf Hofmann-Schmid. Der Glarner Kaufmann Conrad Jenny Blumer (1848–1928), verheiratet mit der Glarner Patrizierin Albertina Jenny, kaufte das Gebäude Schwarzenbachs Erben 1893 ab. Das schon früher im Volksmund als Schloss bezeichnete Wohnhaus wurde nun das «Jenny-Schloss» genannt.
Das Schloss wurde zum Schutzobjekt deklariert und die Gemeinde Thalwil erwarb es 1957 und machte eine umfassende Renovierung in den Jahren 1986–1993 und 2010.
Die Dekorationsmalereien im Treppenhaus sind von Eugen Ott (1850–1916). Das zum Ensemble gehörende Ökonomiegebäude ist dem Schweizer Holz-Stil zuzuordnen und hebt sich deutlich vom Herrenhaus ab. Das Jenny-Wappen ziert das Herrenzimmer, und das Caflisch-Wappen die reichhaltige Tapezierung.

## Familie Jenny
Auf dem Schloss von Conrad und Albertina Jenny-Jenny wuchsen einige Persönlichkeiten auf. Zu erwähnen sei ihre Tochter und Psychiaterin Tina Keller Jenny welche mit C.G. Jung arbeitete, und mit dem Theologen und Freund von Sigmund Freud, Adolf Keller verheiratet war. Conrads Tochter Elisabeth Alice Lachenal Jenny war mit dem Politiker und Gründer des Orchestre de la Suisse Romande, Paul Lachenal (1884–1955) verheiratet. Sohn Kaspar Konrad Jenny-Caflisch (1888–1944), war Schweizer Gesandter in Buenos Aires und Hans Jenny-Kappers (1894–1942) war Verleger des Schweizer Kunstführers, die beiden Brüder übernahmen die Liegenschaft im Jahre 1928. Mutter Albertina Jenny-Jenny organisierte Konzerte in ihrem Musiksaal mit bekannten Komponisten und Pianisten wie zum Beispiel Clara Laquai und auch mit ihrem Sohn Hans Jenny am Cello.